# Елізабет Твайнінг
Елізабет Твайнінг (англ. Elizabeth Twining; 1805—1889) — англійська художниця, письменниця та ботанічна ілюстраторка. Найбільш відома своїми докладними ботанічними ілюстраціями, особливо двотомником «Illustrations of the Natural Order of Plants», який був опублікований між 1849 і 1855 роками. Вона була спадкоємицею сім'ї торговців чаєм Twinings та була меценатом.

## Біографія
Елізабет Твайнінг народилася у 1805 році в сім’ї торговця чаєм, була однією з дев’яти дітей Річарда Твайнінга (1772-1857) та його дружини Елізабет Мері Смітіс. Вона виросла в Лондоні, де вивчала мистецтво та малювання, її творчість надихнули «Curtis's Botanical Magazine» та сади Королівського садівничого товариства в Чизік. Елізабет почала малювати рослини та квіти, а також практикувалася, створюючи ескізи з робіт у картинній галереї «Dulwich Picture Gallery». Елізабет мала змогу відвідувати відомі музеї завдяки покровительству батька.
Елізабет Твінінг написала та проілюструвала низку книг з ботаніки, зокрема двотомник Illustrations of the Natural Order of Plants (перший том видано у 1849 році; другий у 1855), який включав 160 розмальованих вручну літографій у розмірі королівського фоліо, які ґрунтувалися на спостереженнях, зроблених у Королівських ботанічних садах в К'ю та у Лексден-Парк]] у Колчестері. Наступне видання ін-кварто 1868 року містить дешевші пластини з кольоровим друком, як наслідок переходу від дорогого ручного розмальовування до менш якісної альтернативи.
Елізабет Твайнінг мешкала в старій сімейній резиденції Дайл Хаус у Твікенгемі. Вона померла в 1889 році, і, згідно з її заповітом, Дайл Хаус було передано жителям Твікенгема для використання помешанням священика. Більшість її оригінальних робіт зараз є частиною колекції Британського музею. 
Елізабет Твайнінг похована на цвинтарі Твікенгема.

## Галерея

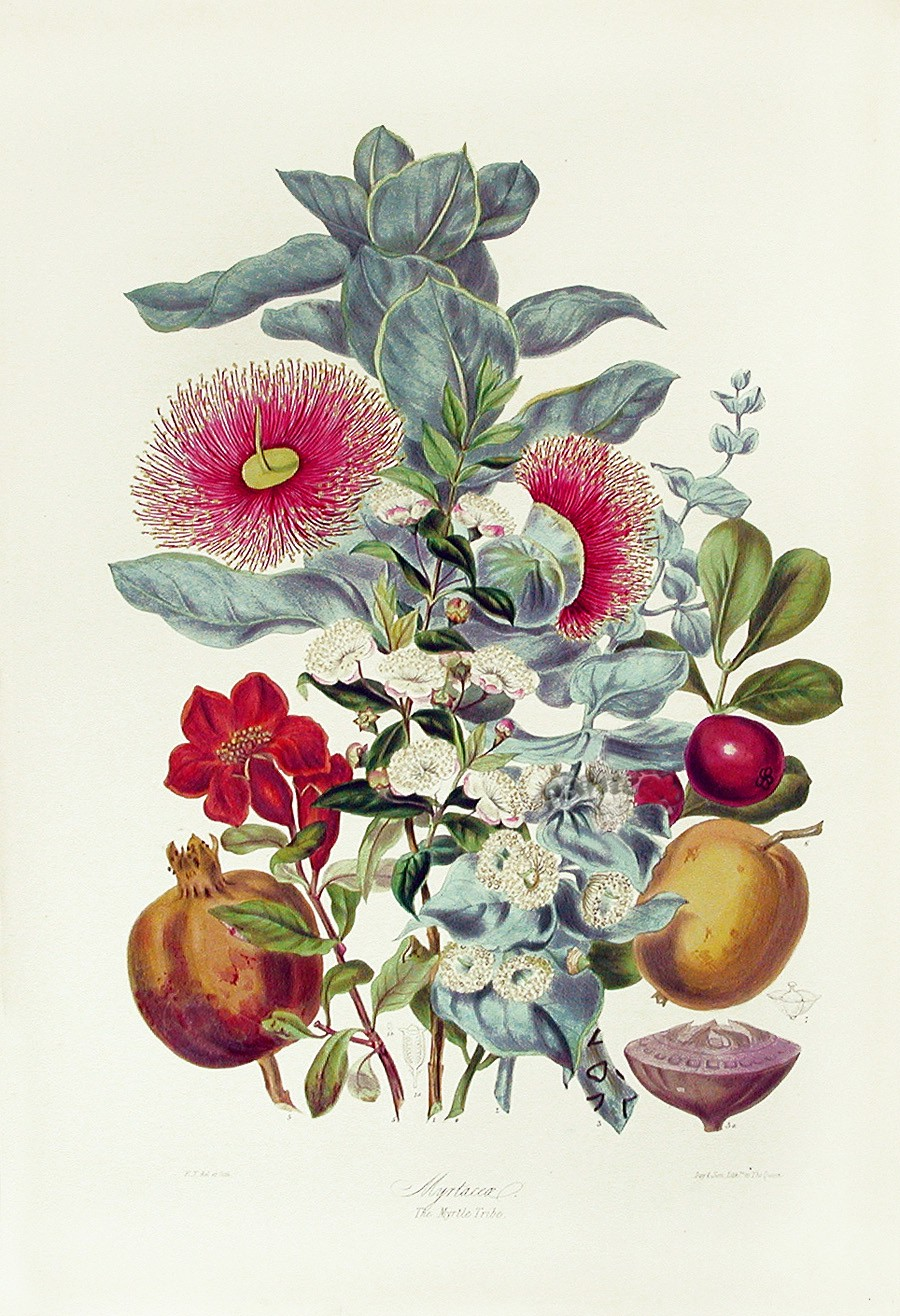
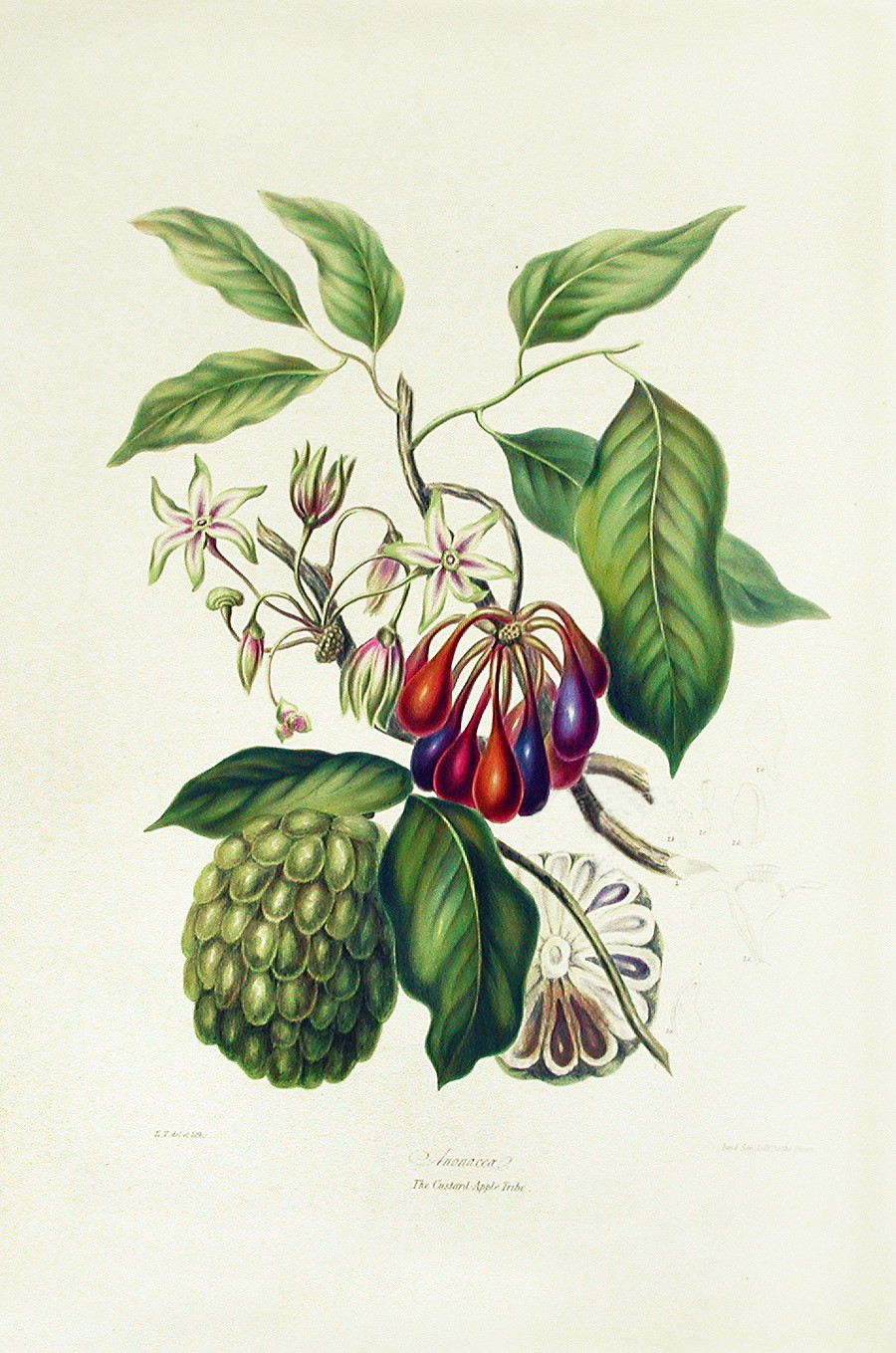
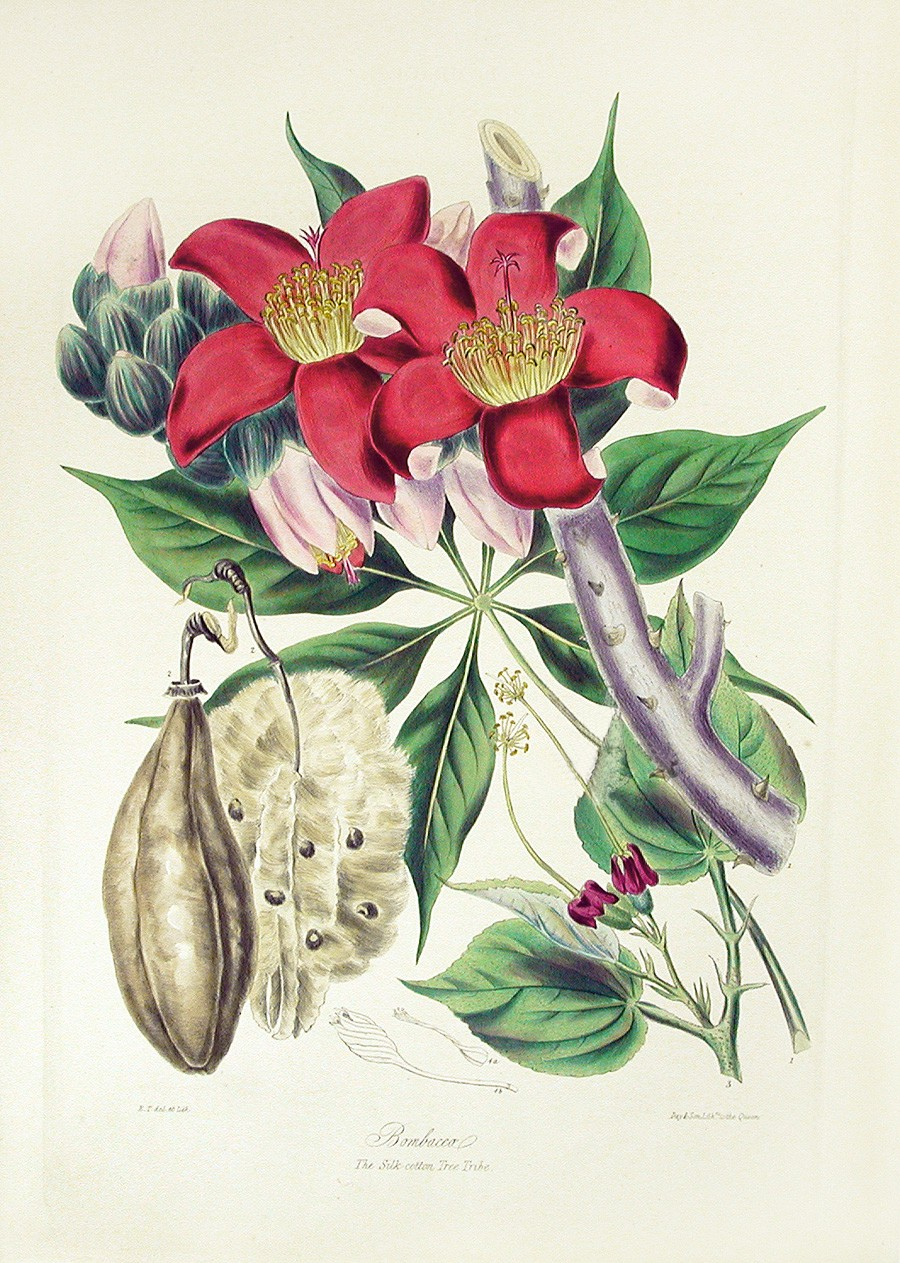
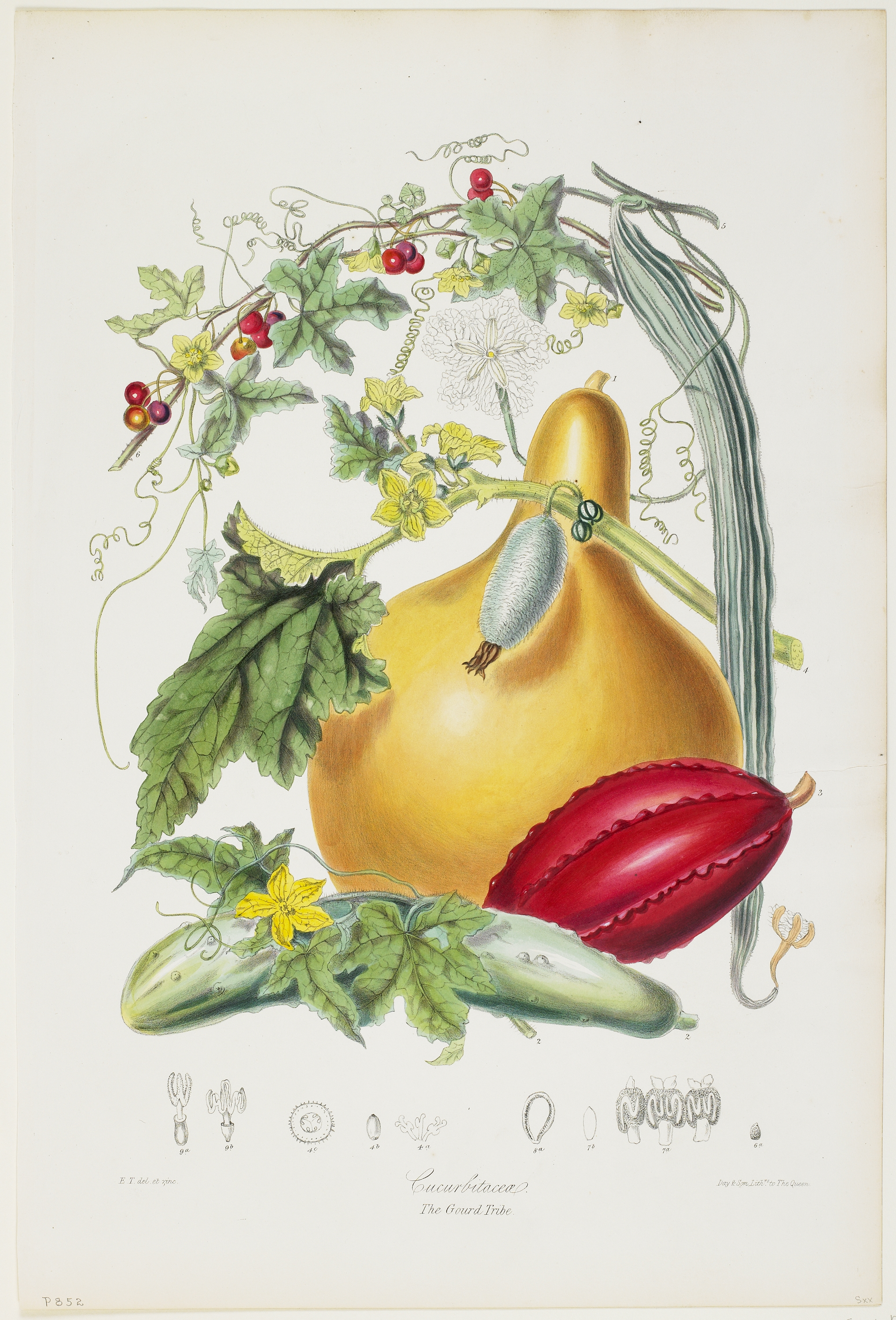
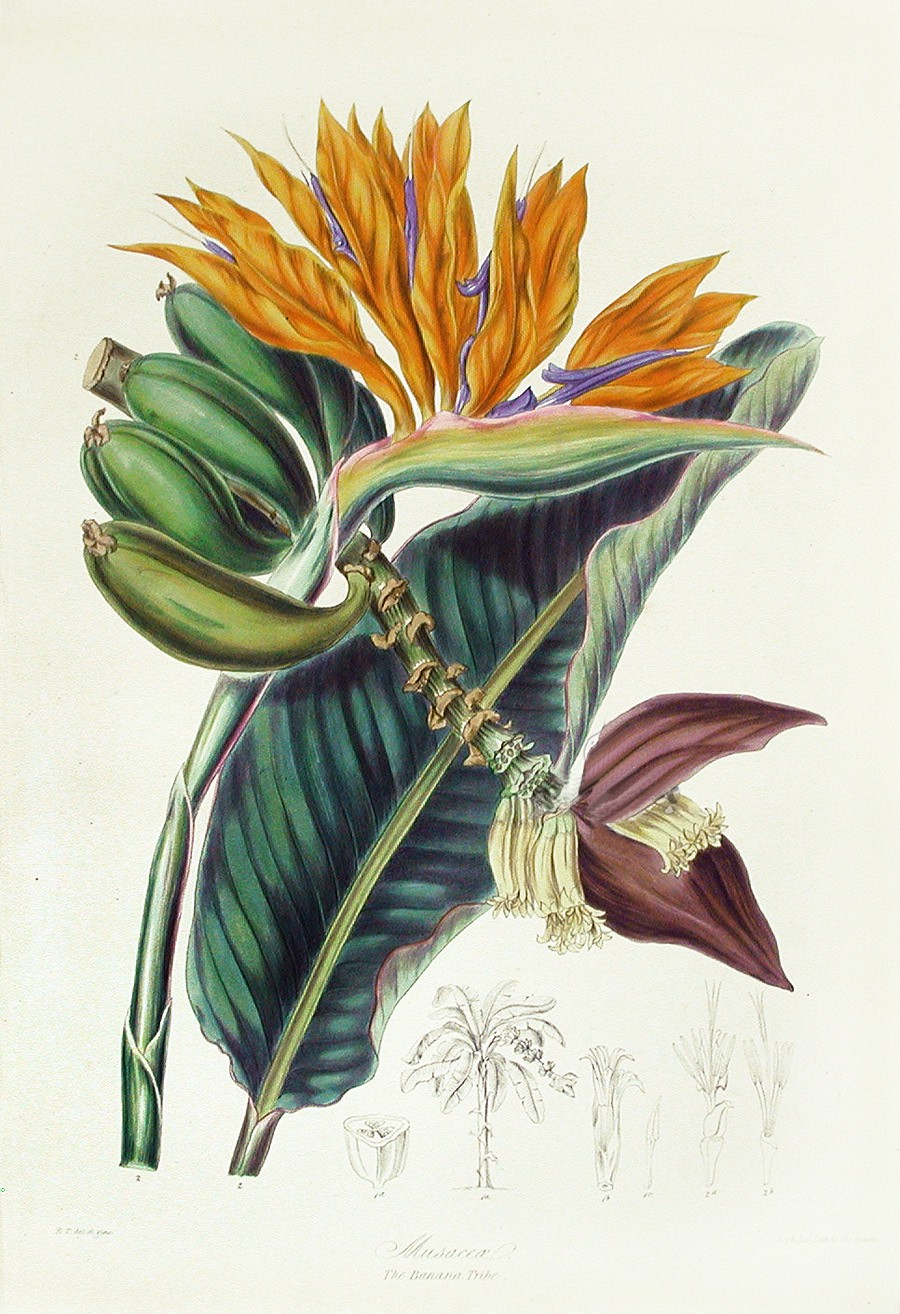
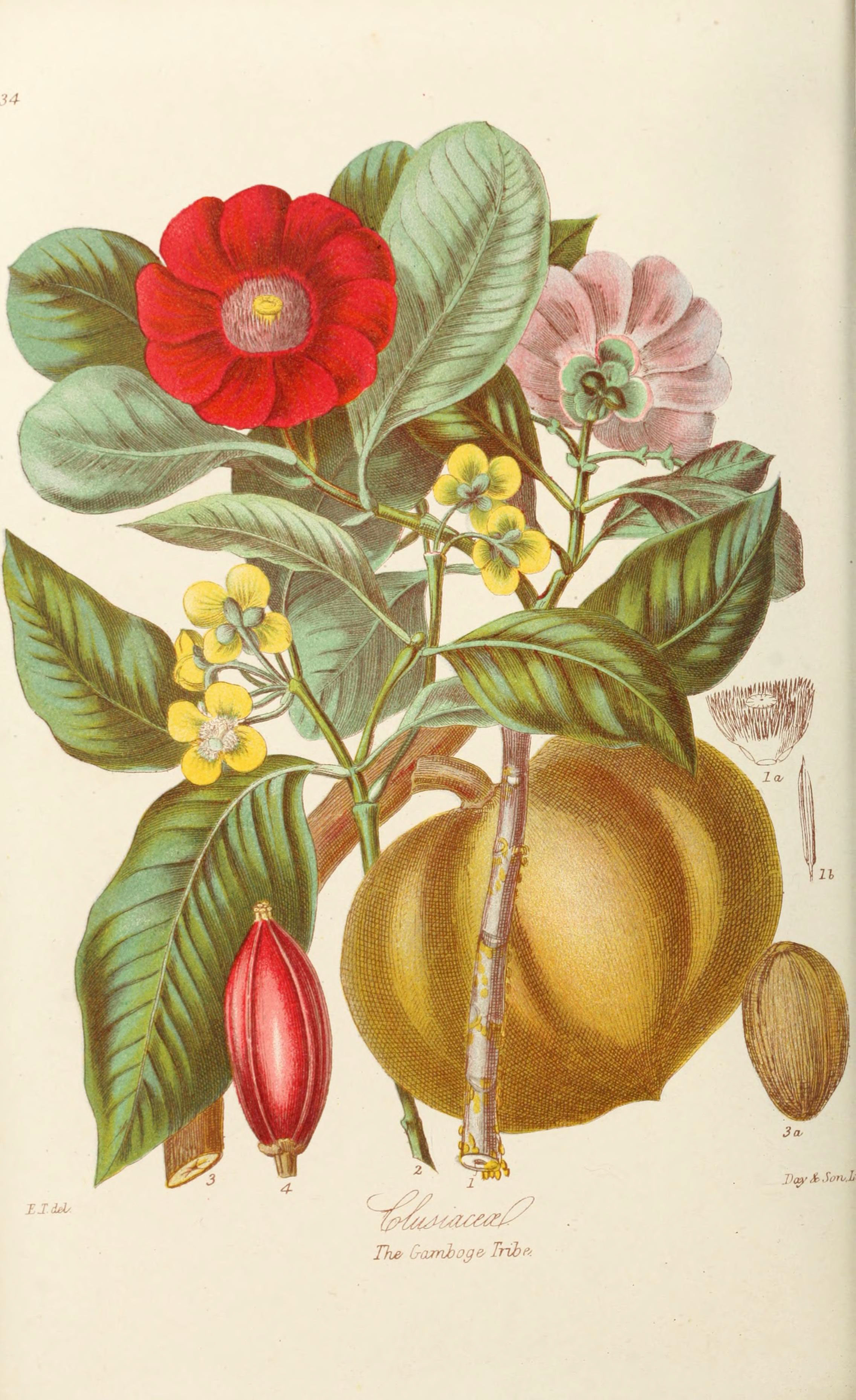
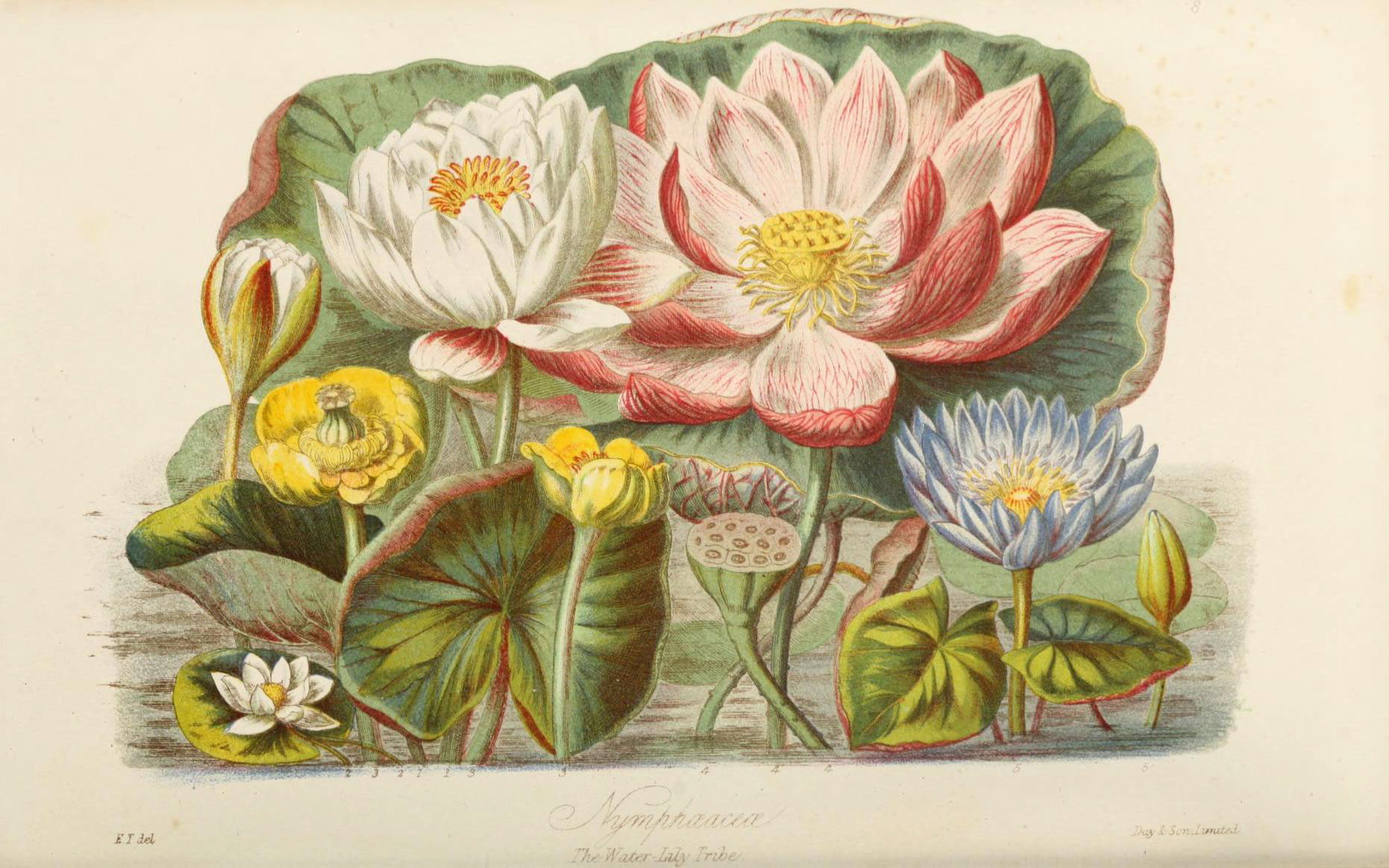